# Bassin minier de Talcher
Le bassin minier de Talcher est un bassin minier de charbon situé autour de la ville de Talcher en Inde. Il comprend notamment les mines de Lingaraj et d'Hingula.